# Бимбоэс, Альвин Эрнестович
Альвин Эрнестович Бимбоэс (при рождении Альвин Клеменс Эрнст Бимбоэс, нем. Alwin Clemens Ernst Bimboes; 15 февраля 1878, Кобург —1942, Ленинград) — советский этномузыковед немецкого происхождения, собиратель казахской народной музыки.

## Биография
Сын Эрнста Теодора Бимбоэса, придворного музыканта герцога Саксен-Кобург-Готского.
Оказался в России, попав в плен в ходе Первой мировой войны. Участвовал в Гражданской войне в России в рядах Красной армии. В 1919—1922 годах был в Акмолинске инструктором политотдела Кокчетавского укреплённого района. Организовал в Акмолинске музыкальную школу, преподавал там фортепиано.
В 1920-е годы во время поездок по Акмолинской области записал около 100 песен. Среди них «Сегіз аяқ», «Татьянаның хаты» Абая, народные песни «Жиырма бес», «Сырымбет», «Ақбет», «Қыз бикеш» и др. Песни Абая вошли в сборник «Музыкальная этнография», изданный в 1925 году в Ленинграде под редакцией Н. Ф. Финдейзена.
Скончался в октябре 1942 года в блокадном Ленинграде.